# Castellví de la Marca
Castellví de la Marca – gmina w Hiszpanii, w prowincji Barcelona, w Katalonii, o powierzchni 28,7 km². W 2011 roku gmina liczyła 1650 mieszkańców.